# Parapsettus panamensis
La curaca (Parapsettus panamensis), también llamada curaca zapatero, palma o yambo, es una especie de pez actinopeterigio marino, la única del género monotípico Parapsettus de la familia de los efípidos.

## Biología
Aunque se ha descrito una captura con una longitud de 30 cm, parece ser que la longitud máxima normal es de 20 cm. Es de comportamiento demersal viviendo pegado al fondo marino sobre arrecifes de coral y fondos rocosos de aguas poco profundas, donde se alimenta de invertebrados.

## Distribución y hábitat
Se distribuye por la costa este del océano Pacífico, desde el Golfo de California (México) al norte, hasta Perú al sur. Es una especie de aguas tropicales asociadas a arrecifes.